# HKUD Husino
Hrvatsko kulturno-umjetničko društvo Husino, kulturno-umjetničko društvo Hrvata s Husina. Osnovano je 1935. godine. Radi neprekidno punih 74 godine. Osvojili su nagrade na domaćim i međunarodnim smotrama folklora. HKUD je iznjedrio i amatersko kazalište.

## Vanjske poveznice
- Facebook HKUD Husino: album 74. godišnjica od osnivanja HKUD Husino